# Maira niveifacies
Maira niveifacies är en tvåvingeart som först beskrevs av Macquart 1850.  Maira niveifacies ingår i släktet Maira och familjen rovflugor. Inga underarter finns listade i Catalogue of Life.